# Copa portuguesa d'hoquei sobre patins masculina
La Copa portuguesa d'hoquei patins masculina (en portuguès: Taça de Portugal de Hoquei em Patins Masculina) és una competició esportiva de clubs d'hoquei patins portuguesos, creada la temporada 1962-63. De caràcter anual, està organitzada per la Federació Portuguesa de Patinatge. Hi participen els equips de primera, segona i tercera divisió de la Lliga portuguesa disputant una primera fase en format d'eliminació directa dos partits. Els quatre semifinalistes disputen una fase final en format de final de quatre, que decideix el campió del torneig. L'equip campió és declarat campió de Copa i té dret a participar en la Lliga europea d'hoquei sobre patins i a la Supercopa Antonio Livramento de la temporada següent.
El dominador de la competició és Futebol Clube do Porto amb disset títols, seguit de l'Sport Lisboa e Benfica amb quinze.

## Historial
| En negreta = Equip guanyador (1) = Nombre de campionats (pro.) = Prórroga (p.) = Penaltis Nota: Noms dels equips segons l'època |

| Edició                          | Temp.   | Data                                                       | Campió                                                     | Resultat                                                   | Subcampió                                                  | Seu                                                        | refs   |
| ------------------------------- | ------- | ---------------------------------------------------------- | ---------------------------------------------------------- | ---------------------------------------------------------- | ---------------------------------------------------------- | ---------------------------------------------------------- | ------ |
| I                               | 1962-63 |                                                            | SL Benfica (1)                                             | 6-2                                                        | AD Oeiras                                                  |                                                            |        |
| II                              | 1963-64 |                                                            | CD Malhangalene (1)                                        | lligueta                                                   | SL Benfica                                                 |                                                            |        |
| No es disputà entre 1965 i 1975 |         |                                                            |                                                            |                                                            |                                                            |                                                            |        |
| III                             | 1975-76 |                                                            | Sporting CP (1)                                            | 7-1                                                        | AD Oeiras                                                  | Coimbra                                                    |        |
| IV                              | 1976-77 |                                                            | Sporting CP (2)                                            | 4-3                                                        | AD Oeiras                                                  | Ponta Delgada                                              |        |
| V                               | 1977-78 |                                                            | SL Benfica (2)                                             | 6-3                                                        | AD Oeiras                                                  | Lisboa                                                     |        |
| VI                              | 1978-79 |                                                            | SL Benfica (3)                                             | 7-1                                                        | FC Porto                                                   | Marinha Grande                                             |        |
| VII                             | 1979-80 |                                                            | SL Benfica (4)                                             | 1-0                                                        | Sporting CP                                                | Cascais                                                    |        |
| VIII                            | 1980-81 |                                                            | SL Benfica (5)                                             | 5-3                                                        | FC Porto                                                   | Marinha Grande                                             |        |
| IX                              | 1981-82 | N/D                                                        | SL Benfica (6)                                             | 3–5 / 8–7                                                  | FC Porto                                                   | Final a doble partit                                       |        |
| X                               | 1982-83 | N/D                                                        | FC Porto (1)                                               | 8-3 / 4-7                                                  | SL Benfica                                                 | Final a doble partit                                       |        |
| XI                              | 1983-84 | N/D                                                        | Sporting CP (3)                                            | 7–9 / 7–4                                                  | FC Porto                                                   | Final a doble partit                                       |        |
| XII                             | 1984-85 | N/D                                                        | FC Porto (2)                                               | 6-1 / 8-3                                                  | AD Sanjoanense                                             | Final a doble partit                                       |        |
| XIII                            | 1985-86 | N/D                                                        | FC Porto (3)                                               | 6–3 / 6–3                                                  | SL Benfica                                                 | Final a doble partit                                       |        |
| XIV                             | 1986-87 | N/D                                                        | FC Porto (4)                                               | 5-3 / 6-2                                                  | UD Oliveirense                                             | Final a doble partit                                       |        |
| XV                              | 1987-88 |                                                            | FC Porto (5)                                               | 4-3                                                        | Sporting CP                                                | Anadia                                                     |        |
| XVI                             | 1988-89 |                                                            | FC Porto (6)                                               | 6-2                                                        | CD Paço d'Arcos                                            | Oliveira do Hospital                                       |        |
| XVII                            | 1989-90 |                                                            | Sporting CP (4)                                            | 4-4 (1-0, p.)                                              | OC Barcelos                                                | Cascais                                                    |        |
| XVIII                           | 1990-91 |                                                            | SL Benfica (7)                                             | 3-1                                                        | HC Turquel                                                 | Carregal do Sal                                            |        |
| XIX                             | 1991-92 |                                                            | OC Barcelos (1)                                            | 8-0                                                        | AA Coimbra                                                 | Paredes                                                    |        |
| XX                              | 1992-93 |                                                            | OC Barcelos (2)                                            | 5-4                                                        | SL Benfica                                                 | Figueira da Foz                                            |        |
| XXI                             | 1993-94 |                                                            | SL Benfica (8)                                             | 11-3                                                       | Sporting CP                                                | Angra do Heroísmo                                          |        |
| XXII                            | 1994-95 |                                                            | SL Benfica (9)                                             | 6-5                                                        | Sporting CP                                                | Valença                                                    |        |
| XXIII                           | 1995-96 |                                                            | FC Porto (7)                                               | 5-3 (pro.)                                                 | UD Oliveirense                                             | Sintra                                                     |        |
| XXIV                            | 1996-97 |                                                            | UD Oliveirense (1)                                         | 3-3 (3-1, p.)                                              | OC Barcelos                                                | Sesimbra                                                   |        |
| XXV                             | 1997-98 |                                                            | FC Porto (8)                                               | 7–4                                                        | SL Benfica                                                 | Lousada                                                    |        |
| XXVI                            | 1998-99 |                                                            | FC Porto (9)                                               | 3-3 (2-0, p.)                                              | OC Barcelos                                                | Porto Santo                                                |        |
| XXVII                           | 1999-00 |                                                            | SL Benfica (10)                                            | 2-0                                                        | FC Porto                                                   | Fafe                                                       |        |
| XXVIII                          | 2000-01 |                                                            | SL Benfica (11)                                            | 4-2                                                        | OC Barcelos                                                | Arrifana (Santa Maria da Feira)                            |        |
| XXIX                            | 2001-02 |                                                            | SL Benfica (12)                                            | 6-1                                                        | OC Barcelos                                                | Sintra                                                     |        |
| XXX                             | 2002-03 |                                                            | OC Barcelos (1)                                            | 6-3                                                        | SL Benfica                                                 | Madalena                                                   |        |
| XXXI                            | 2003-04 |                                                            | OC Barcelos (2)                                            | 5-1                                                        | Alenquer e Benfica                                         | Pavilhão Salvador Machado, Oliveira de Azeméis             |        |
| XXXII                           | 2004-05 |                                                            | FC Porto (10)                                              | 3-2                                                        | SL Benfica                                                 | Pavilhão Municipal do Entroncamento                        |        |
| XXXIII                          | 2005-06 | 18-06-2006                                                 | FC Porto (11)                                              | 7-4                                                        | AJ Viana                                                   | Pavilhão da Mealhada                                       | [ 1 ]  |
| XXXIV                           | 2006-07 | 27-05-2007                                                 | HA Cambra (1)                                              | 4-4 (2-1, p.)                                              | HC Braga                                                   | Pavilhão das Travessas, São João da Madeira                | [ 2 ]  |
| XXXV                            | 2007-08 | 29-06-2008                                                 | FC Porto (12)                                              | 5-1                                                        | HC Braga                                                   | Pavilhão Armindo Peneque, Aljustrel                        | [ 3 ]  |
| XXXVI                           | 2008-09 | 14-06-2009                                                 | FC Porto (13)                                              | 2-1                                                        | SL Benfica                                                 | Pavilhão Municipal do Entroncamento                        |        |
| XXXVII                          | 2009-10 | 20-06-2010                                                 | SL Benfica (13)                                            | 6-1                                                        | AE Física                                                  | Pavilhão CD Paço de Arcos                                  |        |
| XXXVIII                         | 2010-11 | 19-06-2011                                                 | UD Oliveirense (2)                                         | 5-2                                                        | Candelária SC                                              | Pavilhão Dr. Mário Mexia, Coimbra                          | [ 4 ]  |
| XXXIX                           | 2011-12 | 24-06-2012                                                 | UD Oliveirense (3)                                         | 3-1                                                        | SL Benfica                                                 | Pavilhão das Travessas, São João da Madeira                | [ 5 ]  |
| XL                              | 2012-13 | 23-06-2013                                                 | FC Porto (15)                                              | 5-3                                                        | UD Oliveirense                                             | Pavilhão Municipal de Barcelos                             | [ 6 ]  |
| XLI                             | 2013-14 | 08-06-2014                                                 | SL Benfica (14)                                            | 8-3                                                        | FC Porto                                                   | Polidesportivo do Hóquei Clube de Turquel                  | [ 7 ]  |
| XLII                            | 2014-15 | 24-05-2015                                                 | SL Benfica (15)                                            | 3-0                                                        | Sporting CP                                                | Pavilhão José Maria Cerejo, Vila Franca de Xira            |        |
| XLIII                           | 2015-16 | 19-06-2016                                                 | FC Porto (15)                                              | 4-2                                                        | SL Benfica                                                 | Pavilhão Municipal de Ponte de Lima                        | [ 8 ]  |
| XLIV                            | 2016-17 | 25-06-2017                                                 | FC Porto (16)                                              | 5-1                                                        | SC Tomar                                                   | Pavilhão Multiusos de Gondomar                             | [ 9 ]  |
| XLV                             | 2017-18 | 17-06-2018                                                 | FC Porto (17)                                              | 3-2 (pro.)                                                 | AD Valongo                                                 | Instituto Politécnico de Tomar                             | [ 10 ] |
| XLVI                            | 2018-19 | 02-06-2019                                                 | UD Oliveirense (4)                                         | 5-2                                                        | SL Benfica                                                 | Pavilhão Salvador Machado, Oliveira de Azeméis             | [ 11 ] |
| XLVII                           | 2019-20 | Edició cancel·lada pel risc públic de contagi del COVID-19 | Edició cancel·lada pel risc públic de contagi del COVID-19 | Edició cancel·lada pel risc públic de contagi del COVID-19 | Edició cancel·lada pel risc públic de contagi del COVID-19 | Edició cancel·lada pel risc públic de contagi del COVID-19 | [ 12 ] |
| XLVIII                          | 2020-21 | Edició cancel·lada pel risc públic de contagi del COVID-19 | Edició cancel·lada pel risc públic de contagi del COVID-19 | Edició cancel·lada pel risc públic de contagi del COVID-19 | Edició cancel·lada pel risc públic de contagi del COVID-19 | Edició cancel·lada pel risc públic de contagi del COVID-19 | [ 13 ] |
| XLIX                            | 2021-22 | 07-04-2022                                                 | FC Porto (18)                                              | 5-1                                                        | SL Benfica                                                 | Pavilhão Multiusos de Paredes                              | [ 14 ] |
| L                               | 2022-23 | 30-04-2023                                                 | SC Tomar (1)                                               | 5-5 (3-1, p.)                                              | Sporting CP                                                | Instituto Politécnico de Tomar                             | [ 15 ] |

## Palmarès
| Equip                             | Campió | Subcampió | Finals | Anys campió                                                                                                | Anys subcampió                                                         |
| --------------------------------- | ------ | --------- | ------ | --- | ---------------------------------------------------------------------- |
| Futebol Clube do Porto            | 18     | 6         | 24     | 1983, 1985, 1986, 1987, 1988, 1989, 1996, 1998, 1999, 2005, 2006, 2008, 2009, 2013, 2016, 2017, 2018, 2022 | 1979, 1981, 1982, 1984, 2000, 2014                                     |
| Sport Lisboa e Benfica            | 15     | 12        | 27     | 1963, 1978, 1979, 1980, 1981, 1982, 1991, 1994, 1995, 2000, 2001, 2002, 2010, 2014, 2015                   | 1964, 1983, 1986, 1993, 1998, 2003, 2005, 2009, 2012, 2016, 2019, 2022 |
| Óquei Clube de Barcelos           | 4      | 6         | 10     | 1992, 1993, 2003, 2004                                                                                     | 1990, 1995, 1997, 1999, 2001, 2002                                     |
| Sporting Clube de Portugal        | 4      | 5         | 8      | 1976, 1977, 1984, 1990                                                                                     | 1980, 1988, 1994, 2015, 2023                                           |
| União Desportiva Oliveirense      | 4      | 3         | 7      | 1997, 2011, 2012, 2019                                                                                     | 1987, 1996, 2013                                                       |
| Sporting Clube de Tomar           | 1      | 1         | 2      | 2023 | 2017                                                                   |
| Clube Desportivo Malhangalene     | 1      | 0         | 1      | 1964 | —                                                                      |
| Hóquei Académico de Cambra        | 1      | 0         | 1      | 2007 | —                                                                      |
| Associação Desportiva de Oeiras   | 0      | 4         | 4      | — | 1963, 1976, 1977, 1978                                                 |
| Hóquei Clube de Braga             | 0      | 2         | 2      | — | 2007, 2008                                                             |
| Associação Desportiva Sanjoanense | 0      | 1         | 1      | — | 1985                                                                   |
| Clube Desportivo de Paço de Arcos | 0      | 1         | 1      | — | 1989                                                                   |
| Hóquei Clube de Turquel           | 0      | 1         | 1      | — | 1991                                                                   |
| Associação Académica de Coimbra   | 0      | 1         | 1      | — | 1992                                                                   |
| Sport Alenquer e Benfica          | 0      | 1         | 1      | — | 2004                                                                   |
| Associação Juventude de Viana     | 0      | 1         | —      | – | 2006                                                                   |
| AE Física e Desportiva            | 0      | 1         | 1      | — | 2010                                                                   |
| Candelária Sport Clube            | 0      | 1         | 1      | — | 2011                                                                   |
| Associação Desportiva de Valongo  | 0      | 1         | 1      | — | 2018                                                                   |